# 호흐실트 호몰로지
추상대수학에서 호흐실트 호몰로지(영어: Hochschild homology)와 호흐실트 코호몰로지(영어: Hochschild cohomology)는 가환환 위의 결합 대수에 대하여 정의되는 호몰로지 · 코호몰로지 이론이다.

## 정의
다음 데이터가 주어졌다고 하자.
- 가환환 {\displaystyle K}
- {\displaystyle K}-결합 대수 {\displaystyle A}
- {\displaystyle (A,K,A)}-쌍가군 {\displaystyle _{A}M_{A}}. 즉, {\displaystyle M}은 {\displaystyle (A,A)}-쌍가군이며, 또한 {\displaystyle M} 위의 왼쪽 {\displaystyle K}-작용이 오른쪽 {\displaystyle K}-작용과 일치한다고 하자.

호흐실트 (코)호몰로지는 다음과 같이 여러가지로 정의될 수 있으나, 이 정의들은 서로 동치이다.
- 호흐실트 (코)호몰로지는 Ext 함자 (또는 Tor 함자)의 특수한 경우로 추상적으로 정의될 수 있다.
- 호흐실트 (코)호몰로지는 호흐실트 (공)사슬 복합체(영어: Hochschild (co)chain complex)라는 (공)사슬 복합체의 (코)호몰로지로 구체적으로 정의될 수 있다.
- 호흐실트 (코)호몰로지는 단체 대상의 이론을 통해 정의될 수 있다.

흔히, {\displaystyle _{A}M_{A}={}_{A}A_{A}}인 특수한 경우가 자주 사용된다.

### 추상적 정의
{\displaystyle A}의 포락 대수(包絡代數, 영어: enveloping algebra)
{\displaystyle A^{\operatorname {e} }=A\otimes _{K}A^{\operatorname {op} }}
를 정의할 수 있다. 이는 {\displaystyle K}-결합 대수이며, {\displaystyle M}은 {\displaystyle A^{\operatorname {e} }}-왼쪽 가군을 이룬다. 마찬가지로, {\displaystyle A}도 {\displaystyle A^{\operatorname {e} }}의 왼쪽 가군을 이룬다. 구체적으로,
{\displaystyle (a\otimes _{K}b^{\operatorname {op} })\cdot m=a\cdot m\cdot b\qquad \forall a,b\in A,m\in M}
{\displaystyle (a\otimes _{K}b^{\operatorname {op} })\cdot c=a\cdot c\cdot b\qquad \forall a,b,c\in A}
이다.
{\displaystyle A}의 {\displaystyle M}계수의 호흐실트 호몰로지 군 {\displaystyle \operatorname {HH} _{n}(A;M)} 및  호흐실트 코호몰로지 군 {\displaystyle \operatorname {HH} ^{n}(A;M)}은 다음과 같이 Ext 함자 및 Tor 함자로 정의된다.
{\displaystyle \operatorname {HH} _{n}(A;M)=\operatorname {Tor} _{n}^{A^{\operatorname {e} }}(A,M)}
{\displaystyle \operatorname {HH} ^{n}(A;M)=\operatorname {Ext} _{A^{\operatorname {e} }}^{n}(A,M)}

### 구체적 정의
다음이 주어졌다고 하자.
- 가환환 {\displaystyle K}
- {\displaystyle K}-가군 범주의 단체 대상 {\displaystyle (X_{\bullet },\partial _{\bullet ,i},s_{\bullet ,i})}

그렇다면,
{\displaystyle \partial _{n}=\sum _{i=0}^{n}(-)^{i}\partial _{n,i}}
를 정의하면,
{\displaystyle \partial _{n}\circ \partial _{n+1}=0}
이 되어, 사슬 복합체
{\displaystyle \dotsb {\xleftarrow {\partial }}X_{2}{\xleftarrow {\partial }}X_{1}{\xleftarrow {\partial }}X_{0}\to 0}
를 정의할 수 있다. 이 사슬 복합체의 호몰로지를 단체 가군 {\displaystyle X_{\bullet }}의 호흐실트 호몰로지라고 한다. 마찬가지로, 이 사슬 복합체의 쌍대 가군들로 구성된 공사슬 복합체
{\displaystyle X^{n}=\hom _{K}(X_{n},K)}
{\displaystyle 0\to X^{1}\to X^{2}\to \dotsb }
의 코호몰로지를 단체 가군 {\displaystyle X_{\bullet }}의 호흐실트 코호몰로지라고 한다. (호흐실트 (코)호몰로지의 정의에는 퇴화 사상 {\displaystyle s_{\bullet ,i}}이 쓰이지 않는다.)
특히, 만약 위와 같이 {\displaystyle K} 위의 결합 대수 {\displaystyle A}와 {\displaystyle (A,K,A)}-쌍가군 {\displaystyle M}이 주어졌다면, 다음과 같은 호흐실트 단체 가군(영어: Hochschild simplicial module) {\displaystyle C_{\bullet }(A;M)}을 정의할 수 있다.:45, (1.6.1.2)
{\displaystyle C_{n}(A;M)=M\otimes _{K}A^{\otimes _{K}n}}
{\displaystyle \partial _{n,i}\colon C_{n}(A;M)\to C_{n+1}(A;M)}
{\displaystyle \partial _{n,i}\colon m\otimes _{K}a_{1}\otimes _{K}\dotsb \otimes _{K}a_{n}\mapsto {\begin{cases}(ma_{1})\otimes _{K}\dotsb \otimes _{K}a_{n}&i=0\\m\otimes _{K}a_{1}\otimes _{K}\dotsb \otimes _{K}a_{i-1}\otimes _{K}a_{i}a_{i+1}\otimes _{K}a_{i+2}\otimes _{K}\cdots \otimes _{K}a_{n}&0<i<n\\a_{n}m\otimes _{K}a_{1}\otimes _{K}\dotsb \otimes _{K}a_{n-1}&i=n\end{cases}}}
{\displaystyle s_{n,i}\colon C_{n}(A;M)\to C_{n-1}(A;M)}
{\displaystyle s_{n,i}\colon a_{0}\otimes _{K}\dotsb \otimes _{K}a_{n}\mapsto m\otimes _{K}a_{1}\otimes _{K}\dotsb \otimes _{K}a_{i}\otimes _{K}1\otimes _{K}a_{i+1}\otimes _{K}a_{n}}
결합 대수 {\displaystyle A}의 {\displaystyle M}계수 호흐실트 호몰로지란 그 호흐실트 단체 가군의 호흐실트 호몰로지를 말한다.
{\displaystyle C_{\bullet }(A;M)}은 사슬 복합체로서
{\displaystyle M\otimes _{A^{\operatorname {e} }}\operatorname {Bar} _{\bullet }(A,A,A)}
의 꼴이다. 여기서 {\displaystyle \operatorname {Bar} _{\bullet }(A,A,A)}는 {\displaystyle A}의 막대 복합체이다. 이제, 이를 쌍대화하여 공사슬 복합체
{\displaystyle C^{\bullet }(A;M)=\hom _{A^{\operatorname {e} }}(\operatorname {Bar} _{\bullet }(A,A,A),M)}
를 정의할 수 있으며, {\displaystyle A}의 {\displaystyle M^{\vee }}계수 호흐실트 코호몰로지란 이 공사슬 복합체의 코호몰로지이다.

### 위상수학적 정의
{\displaystyle A} 계수의 호흐실트 호몰로지는 다음과 같이 임의의 가군 범주 속의 단체 대상에 대하여 일반화될 수 있다.
다음이 주어졌다고 하자.
- 가환환 {\displaystyle K}
- {\displaystyle \operatorname {Mod} _{K}} 속의 단체 대상 {\displaystyle X\colon \triangle ^{\operatorname {op} }\to \operatorname {Mod} _{K}}. 여기서 {\displaystyle \triangle }은 단체 범주이다.

그렇다면, 단체 가군의 범주 {\displaystyle \hom(\triangle ^{\operatorname {op} },\operatorname {Mod} _{K})}은 아벨 범주이므로 그 속에서 Ext 함자를 정의할 수 있다. 또한, 단체 가군의 텐서곱을 정의할 수 있으며, 그 유도 함자로서 Tor 함자를 정의할 수 있다.
이 경우, {\displaystyle X}의 호흐실트 호몰로지와 호흐실트 코호몰로지는 각각 다음과 같다.:§6.2
{\displaystyle \operatorname {HH} _{n}(X)=\operatorname {Tor} _{n}^{\hom(\triangle ^{\operatorname {op} },\operatorname {Mod} _{K})}(K_{\bullet },X)}
{\displaystyle \operatorname {HH} ^{n}(X)=\operatorname {Ext} _{\hom(\triangle ^{\operatorname {op} },\operatorname {Mod} _{K})}^{n}(X,K_{\bullet })}
여기서 {\displaystyle K_{\bullet }}는 모든 성분이 1차원 자유 가군 {\displaystyle K}이며, {\displaystyle s_{n}^{i}} 및 {\displaystyle d_{n}^{i}} 모두가 항등 함수인 자명한 단체 대상이다.
(사실, 만약 {\displaystyle A=M}이라면, 호흐실트 단체 가군 {\displaystyle C_{n}(A;A)}는 추가로 순환 대상을 이룬다. 이 경우, 단체 가군의 범주 대신 순환 가군의 범주 {\displaystyle \hom(\triangle _{\operatorname {Cyc} }^{\operatorname {op} },\operatorname {Mod} _{K})}에서 Tor 함자와 Ext 함자를 취할 수 있으며, 이 경우 순환 (코)호몰로지를 얻는다.:213, Theorem 6.2.8:214, Theorem 6.2.9)

## 성질
가환환 {\displaystyle K} 위의 결합 대수 {\displaystyle A} 및 {\displaystyle (A,K,A)}-쌍가군 {\displaystyle M}에 대하여, 호흐실트 호몰로지 {\displaystyle \operatorname {HH} ^{n}(A;M)} 및 호흐실트 코호몰로지 {\displaystyle \operatorname {HH} ^{n}(A;M)}는 {\displaystyle K}-가군이며, 사실 {\displaystyle \operatorname {Z} (A)}-가군을 이룬다.:10, §1.1.5

### 함자성
임의의 가환환 {\displaystyle K} 위의 (항등원을 갖는) 결합 대수의 범주 {\displaystyle \operatorname {Alg} _{K}}와, {\displaystyle K}-결합 대수 {\displaystyle A}가 주어졌을 때 {\displaystyle (A,K,A)}-쌍가군의 범주 {\displaystyle _{A}\operatorname {Mod} _{A}}를 생각하자.
그렇다면, 호흐실트 (코)호몰로지는 다음과 같은 함자를 정의한다.:10, §1.1.4
{\displaystyle \operatorname {HH} _{n}\colon {}_{A}\operatorname {Mod} _{A}\to \operatorname {Mod} _{\operatorname {Z} (A)}}
{\displaystyle \operatorname {HH} ^{n}\colon {}_{A}\operatorname {Mod} _{A}\to \operatorname {Mod} _{\operatorname {Z} (A)}}
또한, 임의의 {\displaystyle K}-결합 대수 준동형
{\displaystyle \phi \colon B\to A}
및 {\displaystyle (A,K,A)}-쌍가군 {\displaystyle M}에 대하여, {\displaystyle \phi ^{*}M}은 {\displaystyle (B,K,B)}-쌍가군을 이루며,
이는 호흐실트 호몰로지의 사상:10, §1.1.4
{\displaystyle \phi _{*}\colon \operatorname {HH} ^{\bullet }(B;\phi ^{*}M)\to \operatorname {HH} _{n}(A;M)}
및 호흐실트 코호몰로지의 사상:38, §1.5.1
{\displaystyle \phi ^{*}\colon \operatorname {HH} ^{\bullet }(A;M)\to \operatorname {HH} ^{n}(B;\phi ^{*}M)}
을 유도한다.
특히, 만약 {\displaystyle M=A}일 때, 이는 {\displaystyle K}-결합 대수의 범주(의 반대 범주)에서 {\displaystyle K}-가군의 범주로 가는 함자
{\displaystyle \operatorname {HH} _{n}(-)\colon \operatorname {Alg} _{K}\to \operatorname {Mod} _{K}}
{\displaystyle \operatorname {HH} ^{n}(-)\colon \operatorname {Alg} _{K}^{\operatorname {op} }\to \operatorname {Mod} _{K}}
를 정의한다.

## 예

### 0차 호흐실트 (코)호몰로지
가환환 {\displaystyle K} 위의 결합 대수 {\displaystyle A} 및 {\displaystyle (A,K,A)}-쌍가군 {\displaystyle M}이 주어졌다고 하자.
그렇다면, 호흐실트 사슬 복합체는 다음과 같이 시작한다.
{\displaystyle C_{0}(A;M)=M}
{\displaystyle C_{1}(A;M)=M\otimes _{K}A}
{\displaystyle \partial _{1}=\partial _{1,0}-\partial _{1,1}}
{\displaystyle \partial _{1,0}\colon m\otimes _{K}a\mapsto ma}
{\displaystyle \partial _{1,1}\colon m\otimes _{K}a\mapsto am}
이에 따라,
{\displaystyle \operatorname {HH} _{0}(A;M)={\frac {M}{[M,A]}}}
이다.:10, §1.1.6
마찬가지로, 호흐실트 공사슬 복합체는 다음과 같이 시작한다.
{\displaystyle C^{0}(A;M)=M}
{\displaystyle C^{1}(A;M)=M\otimes A^{\vee }}
{\displaystyle \mathrm {d} ^{0}\colon C^{0}(A;M)\to C^{1}(A;M)}
{\displaystyle \mathrm {d} ^{0}(m)(a)=ma-am}
이에 따라,
{\displaystyle \operatorname {HH} ^{0}(A;M)=\{m\in M\colon am=ma\qquad \forall a\in A\}}
는 환의 중심의 개념의 일반화이다.:38, §1.5.2

### 1차 호흐실트 코호몰로지
가환환 {\displaystyle K} 위의 결합 대수 {\displaystyle A} 및 {\displaystyle (A,K,A)}-쌍가군 {\displaystyle M}이 주어졌다고 하자.
1차 호흐실트 코호몰로지는 다음과 같다.:38, §1.5.2 1차 호흐실트 공순환은 {\displaystyle K}-가군 준동형
{\displaystyle \delta \colon A\to M}
가운데
{\displaystyle \delta (ab)=a\delta (b)+\delta (a)b}
와 같은 곱 규칙을 만족시키는 것이다. 이러한 것들을 미분(영어: derivation)이라고 하자. 반면, 1차 호흐실트 공경계는
{\displaystyle [m,-]\colon A\to M\qquad (m\in M)}
와 같은 꼴의 {\displaystyle K}-가군 준동형이다. 즉, 이러한 것들을 내부 미분(영어: inner derivation)이라고 하자. 그렇다면, 1차 호흐실트 코호몰로지는 미분의 공간의, 내부 미분에 대한 몫, 즉 외부 미분(영어: outer derivation)의 공간으로 여겨질 수 있다.

### 가환 대수
가환환 {\displaystyle K} 위의 가환 결합 대수 {\displaystyle A} 및 {\displaystyle A}-가군 {\displaystyle M}에 대하여, 처음 두 개의 호흐실트 호몰로지는 다음과 같다.:307, Proposition 9.2.2:11, Proposition 1.1.10
{\displaystyle \operatorname {HH} _{0}(A;M)\cong M}
{\displaystyle \operatorname {HH} _{1}(A;M)\cong M\otimes _{A}\Omega _{A/K}}
여기서 {\displaystyle \Omega _{A/K}}는 켈러 미분의 가군이다.
즉, 1차 호흐실트 호몰로지는 1차 미분 형식에 대응한다. 비가환 기하학에서는 이를 사용하여 비가환 공간 위의 미분 형식을 정의한다.

### 다항식환
복소수 계수 다항식환 {\displaystyle \mathbb {C} [{\vec {x}}]} ({\displaystyle {\vec {x}}\in \mathbb {C} ^{k}})의 호흐실트 호몰로지는 다음과 같다.
{\displaystyle \operatorname {HH} _{n}(\mathbb {C} [{\vec {x}}];\mathbb {C} [{\vec {x}}])=\mathbb {C} [{\vec {x}}]\otimes _{\mathbb {C} }\Lambda ^{n}(\mathbb {C} ^{k})}
여기서 {\displaystyle \Lambda ^{n}(-)}는 외대수이다. 구체적으로, {\displaystyle n}차 호흐실트 사슬은 다음과 같은 꼴이다.
{\displaystyle C_{n}(\mathbb {C} [{\vec {x}}])=\mathbb {C} [{\vec {x}}_{0},{\vec {x}}_{1},\dotsc ,{\vec {x}}_{n}]}
호흐실트 사슬에 대응하는 호몰로지 동치류는 다음과 같다.
{\displaystyle p({\vec {x}}_{0},\dotsc ,{\vec {x}}_{n})\mapsto \sum _{i_{1}=1}^{k}\sum _{i_{2}=1}^{k}\dotsi \sum _{i_{n}=1}^{k}\left.{\frac {\partial }{\partial (x_{1})^{i_{1}}}}{\frac {\partial }{\partial (x_{2})^{i_{2}}}}\dotsm {\frac {\partial }{\partial (x_{n})^{i_{n}}}}p\right|_{{\vec {x}}_{0}={\vec {x}}_{1}={\vec {x}}_{2}=\dotsb ={\vec {x}}_{n}={\vec {x}}}\mathrm {d} (x_{1})^{i_{1}}\wedge \mathrm {d} (x_{2})^{i_{2}}\wedge \dotsb \wedge \mathrm {d} (x_{n})^{i_{n}}}

## 역사
게르하르트 호흐실트가 1945년에 체 위의 결합 대수에 대하여 도입하였다. 이후 앙리 카르탕과 사무엘 에일렌베르크가 일반적인 가환환 위의 결합 대수에 대하여 정의하였다.

## 같이 보기
- 순환 호몰로지